# Hoành Sơn tiên sinh
Cừu Liễn (裘琏), (1644-1729), tên tự là Ân Ngọc, hiệu là Phế Nga, là một nhà nhạc kịch thời nhà Thanh, người Từ Khê, Chiết Giang, Trung Quốc, dân thường gọi là Hoành Sơn tiên sinh (横山先生). Năm 70 tuổi đậu tiến sĩ, 85 tuổi bị kiện và bị bắt giam, năm sau mất trong ngục. Năm Khang Hi thứ 26 (1687), ông tham gia biên tập Đại Thanh Nhất Thống Chí (大清一统志), chủ biển Tam Sở Chí (三楚志).

## Danh tác
"Hạ Cổ Đường Tập" (复古堂集)、"Thiên Xích Lầu Cổ Văn" (天尺楼古文)、"Thuật Tiên Lục" (述先录)、"Hoành Sơn Văn Tập" (横山文集)、"Hoành Sơn Thi Tập" (横山诗集)…
Tham gia biên soạn các tác phẩm thời Khang Hi nhà Thanh: "Định Hải Huyện Chí"(定海县志)， "Nam Hải Phổ Đà Sơn Chí"(南海普陀山志)。
Tạp Kịch: "Côn Minh Trì" (昆明池), Tập Thúy Liễn (集翠裘)、Giám Hồ Ẩn (鉴湖隐)、Kỳ Đình Quán (旗亭馆) gọi chung là "Tứ Vận Sự (四韵事).